# Aonidia oleae
Aonidia oleae är en insektsart som beskrevs av Leonardi 1913. Aonidia oleae ingår i släktet Aonidia och familjen pansarsköldlöss.
Artens utbredningsområde är Eritrea. Inga underarter finns listade i Catalogue of Life.